# Réseau national des agences régionales de l’énergie et de l’environnement
Pour les articles homonymes, voir RARE.
Créé en 1996, le Réseau national des agences régionales de l’énergie et de l’environnement (RARE) est une association loi de 1901 qui fédère les agences et observatoires régionaux de l'énergie et de l'environnement de France métropolitaine et d'Outre-mer. En 2021, il rassemble 18 de ces agences et observatoires régionaux.

## Présentation
Les agences sont les outils opérationnels des Régions et de leurs partenaires pour répondre aux enjeux du développement durable et des transitions écologiques, économiques et sociales.
Article L. 211-3-1 du Code de l’énergie : « Les agences régionales de l’environnement apportent leur concours à la mise en œuvre des compétences dont les régions disposent en matière d’énergie, d’environnement et de développement durable. L’organe délibérant de la région définit leurs statuts et leurs missions, dans le respect de ses compétences. »
Le RARE intervient en appui aux agences et observatoires régionaux de l’énergie et de l’environnement pour valoriser leur savoir-faire et favoriser les échanges d’expérience. Il a pour mission de : 
- Être une interface sur les questions relatives aux politiques de développement durable entre nos membres et les acteurs institutionnels de niveau national (Ministère de la Transition écologique et solidaire, ADEME, Régions de France…).
- Valoriser la richesse constituée par l’ensemble des savoir-faire des agences à travers des actions communes de sensibilisation, d’animation, d’évaluation et d’observation.
- Être un espace d’échanges d’expériences, de savoirs et de savoir-faire pour les agences et observatoires régionaux.
- Élaborer des outils partagés et faire converger les approches méthodologiques entre nos membres.